# Serret del Cisa
El Serret del Cisa és una muntanya de 542 metres que es troba entre els municipis d'Alforja, l'Aleixar i Maspujols, a la comarca catalana del Baix Camp. Forma part de la serra de Rocabruna.
Aquest cim està inclòs al llistat dels 100 cims de la FEEC
Al cim podem trobar-hi un vèrtex geodèsic (referència 261135001).
A Maspujols es més conegut amb el nom de Feredat.